# Alella
Alella település Spanyolországban, Barcelona tartományban. Lakosainak száma 10 217 fő (2024).

## Földrajza
Alella El Masnou, Santa Maria de Martorelles, Teià, Tiana, Vallromanes és Montgat községekkel határos.

## Testvértelepülések
- Brogliano
- Carquefou

## Népesség
A település lakosságának változását az alábbi diagram mutatja:
| Lakosok száma | 511  | 1507 | 1652 | 1903 | 5260 | 8831 | 9397 | 9651 | 9801 | 10 217 |
|               | 1717 | 1887 | 1936 | 1960 | 1986 | 2004 | 2009 | 2014 | 2019 | 2024   |